# 펄 호환 정규 표현식
펄 호환 정규 표현식(Perl Compatible Regular Expressions, PCRE)은 펄 프로그래밍 언어의 정규 표현식 기능에 착안하여 만든, 정규 표현식 C 라이브러리로서, 1997년 여름 필립 하젤(Philip Hazel)이 작성을 시작하였다. PCRE의 문법은 POSIX 정규 표현식이나 수많은 전통적인 정규 표현식 라이브러리들 보다 더 강력하고 유연하다. 이름과는 달리 PCRE와 펄의 기능은 서로 공유되지는 않는다.
PCRE가 원래 펄과 동일한 기능을 제공하는데 목표점을 두었으나, 두 개의 구현체가 완전히 동일한 것은 아니다. PCRE 7.x와 펄 5.9.x 단계에서 두 프로젝트는 기능들을 상호 포팅하며 개발을 조율해왔다.
PCRE 라이브러리는 수많은 저명한 오픈 소스 프로그램들에 통합되어 있는데, 이를테면 아파치 HTTP 서버, PHP, R 스크립트 언어가 있으며 사유 소프트웨어(BSD 라이선스)에도 통합할 수 있다. 펄 5.10을 기준으로 PCRE는 re::engine::PCRE 모듈을 통해 펄의 기본 정규 표현식 엔진을 대체하여 이용할 수 있다.